# Historia del Newcastle United
La historia del Newcastle United Football Club, un club de fútbol profesional inglés con sede en Newcastle upon Tyne, en el noreste de Inglaterra, abarca toda la historia del club desde su formación hasta la actualidad. Formado por una fusión entre Newcastle East End y Newcastle West End para convertirse en 'United' en 1892, el club fue elegido para la Football League, a la que ingresó en 1893.
El Newcastle es el noveno club más exitoso de Inglaterra de todos los tiempos. Ha sido campeón inglés cuatro veces (en 1905, 1907, 1909, 1927) y ganador de la FA Cup seis veces (en 1910, 1924, 1932, 1951, 1952, 1955). El equipo también ganó el Charity Shield de 1909, la Copa de Ferias 1968-69 y la Copa Intertoto de la UEFA 2006. El Newcastle ha llegado a la final de la Copa de la Liga dos veces, quedando subcampeón en ambos años (1976 y 2023). Ha jugado en la máxima categoría del fútbol inglés entre 1898 y 1934, 1948 y 1961, 1965 y 1978, 1984 y 1989, 1993 y 2009, 2010 y 2016 y desde 2017 hasta la actualidad, y en el resto de los casos ha jugado en la segunda división.

## East End y West End
En 1892 dos escuadras locales, el Newcastle East End y el Newcastle West End se fusionaron. Antes de la fusión los dos equipos fueron rivales durante bastantes años en la Northern League, pero el West End empezó a atravesar problemas financieros y el East End, en cambio, se había mudado al St James' Park, estadio que terminaría siendo el campo del nuevo equipo. Un poco después el club cambió su nombre a Newcastle United cambiando también el uniforme del nuevo equipo, ya que el color oficial era el rojo con blanco (colores del West End) y se pasó al actual negro con rayas blancas. Antes de la Segunda Guerra Mundial, el equipo conquistó 4 títulos de liga en 1905, 1907, 1909 y 1927. También llegaron a 5 finales de la FA Cup en 7 años, pero solo ganaron una en 1910.

## Comienzos
El primer antecedente de fútbol jugado en Tyneside data del 3 de marzo de 1877 en Elswick Rugby Club. Más tarde, pero en ese año, se formó el primer club de fútbol de la Asociación de Newcastle, Tyne Association. Los orígenes del Newcastle United Football Club se remontan a la formación de un club de fútbol por el Stanley Cricket Club of Byker en noviembre de 1881. Ganaron su primer partido 5 – 0 contra el Elswick leather Works 2º XI. El equipo fue renombrado como Newcastle East End F.C. en octubre de 1882, para evitar confusiones con el Club de Cricket en Stanley, County Durham.
Poco después de esto, al otro lado de Byker, el Rosewood FC se fusionó con el East End formando un equipo aún más fuerte. Mientras tanto, al otro lado de la ciudad, West End Cricket Club comenzó a interesarse en el fútbol y, en agosto de 1882, formaron Newcastle West End F.C. West End jugó su fútbol temprano en su campo de Cricket, pero en mayo de 1886 el Club se trasladó al St James' Park. Los dos clubes terminaron siendo rivales de patio en la Northen League. En 1889, Newcastle East End se convirtió en un equipo profesional antes de convertirse en una sociedad limitada en el marzo siguiente.
West End pronto se convirtió en el principal club de la ciudad. East End estaba ansioso por no quedarse atrás y contrató a Tom Watson como Secretario/Gerente del Club en la temporada de 1888 y, desde ese punto, nunca miró para atrás; Watson hizo varios buenos fichajes, especialmente de Escocia, y el East End pasó a ganar fuerza, mientras que del lado del West End la suerte cambió dramáticamente.
La primera competición de Liga en la región se formó en 1889 y la FA Cup empezó a causar interés. El ambicioso East End se convirtió en profesional en 1889, un gran paso para un club local, y en marzo de 1890 hicieron un movimiento aún más aventurero, al convertirse en una sociedad limitada con un capital de 1000 libras. Durante la primavera de 1892, en una temporada en la que sus resultados estaban en mínimos económicos y deportivos, mientras que sus rivales del East End venían de ganar la Liga de Norte cinco veces consecutivas, el West End empezó a tener serias dificultades. Conociendo la difícil situación de sus rivales, el East End se acercó buscando tomar el control deportivo y económico de su rival, a lo cual los directivos del West End decidieron que ya no podían continuar manejando el equipo.
Lo que realmente sucedió fue que el West End se disolvió, mientras que muchos de sus jugadores y gran parte de su personal operativo y administrativo se unieron al East End. El East End también se había hecho con el control absoluto del alquiler del estadio de la ciudad, el St. James' Park, en mayo de 1892.
Con solo un club en la ciudad para que los aficionados apoyen, el desarrollo del mismo fue mucho más rápido. A pesar de que se le negó la entrada a la Primera División de la Football League a comienzo de la temporada 1892–93, fueron invitados a jugar en su nueva Segunda División. Sin embargo, con ningún nombre grande jugando en Segunda División, rechazó la oferta y permaneció en la Liga del Norte, declarando que "no se pueden cumplir con los enormes gastos que incurren el viajar al centro del país". En un intento por tener una fanaticada más grande en la ciudad, Newcastle East End decidió adoptar un nuevo nombre en reconocimiento de la fusión, que en la práctica fue más una anexión. Los nombres sugeridos incluyeron Newcastle F.C., Newcastle Rangers, Newcastle City y City of Newcastle, pero Newcastle United fue decidido el 9 de diciembre de 1892 para dar a entender el significado de la unión de los dos equipos. El cambio de nombre fue aceptado por la Asociación de Fútbol inglés el 22 de diciembre, pero el club no fue legalmente constituido como Newcastle United Football Club Co. Ltd. hasta el 6 de septiembre de 1895. Al comienzo de la temporada 1893–94, el Newcastle United se le negó una vez más la entrada a la Primera División, pero esta vez si aceptó unirse a la Segunda División, junto al Liverpool y al Arsenal. Jugaron su primer partido profesional en septiembre contra el Arsenal, con marcador de 2–2.

## Años dorados (1895-1914)
Los números de torniquete eran todavía bajos, y el Club incensado publicó una declaración afirmando  "el público de Newcastle no merecen ser atendidos en lo que respecta al fútbol profesional". Sin embargo, eventualmente las cifras fueron recogidas en 1895 – 96, cuando 14 000 fanes vieron al equipo jugar a Bury. Esa temporada Frank Watt se convirtió en Secretario del Club, y fue instrumental en el ascenso a la primera división para la temporada 1898 – 99. Sin embargo, perdieron su primer juego de 4 a 2 en casa con Wolves y terminaron su primera temporada en el Decimotercer lugar.
En 1903 – 04, el club construyó un equipo prometedor de jugadores, y pasó a dominar el fútbol inglés durante casi una década, el equipo conocido por su "juego artístico, combinando trabajo en equipo y rápido, paso corto ". Newcastle comenzó a comprar jugadores talentosos, especialmente de Escocia, y pronto tuvo un escuadrón para rivalizar con toda Inglaterra. Con jugadores como Colin Veitch, Jackie Rutherford, Jimmy Lawrence y Albert Shepherd, Newcastle contaba con un equipo de talentos internacionales. Bill McCracken, Jimmy Howie, Peter McWilliam y Andy Aitken también eran nombres de familia en su época.
El Newcastle United ganó la Liga en tres ocasiones durante la década de 1900: en 1904 – 05, 1906 – 07 y 1908 – 09. El Newcastle alcanzó cinco finales de la FA Cup en los años previos a la Primera Guerra Mundial. En 1904 – 05, casi hicieron el doble, perdiendo ante el Aston Villa en la final de la FA Cup 1905. Fueron derrotados de nuevo al año siguiente por Everton en la final de la FA Cup 1906. Llegaron a la final de nuevo en 1908 donde perdieron contra Wolves. En 1908 el equipo sufrió una derrota récord por 9 – 1 en casa a los rivales locales Sunderland en la liga, pero todavía ganó el título de la Liga de la temporada. Finalmente ganaron la FA Cup en 1910 cuando vencieron a Barnsley en la final. Perdieron de nuevo al año siguiente en la final contra Bradford City.

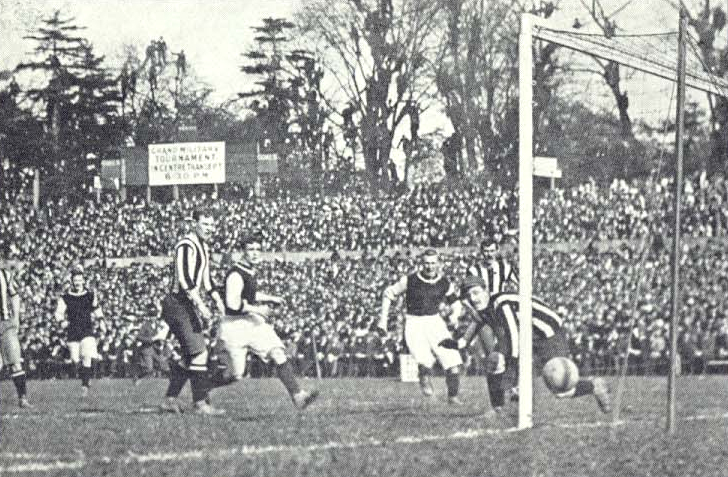
Contra el Aston Villa en la final de la FA Cup en 1905.
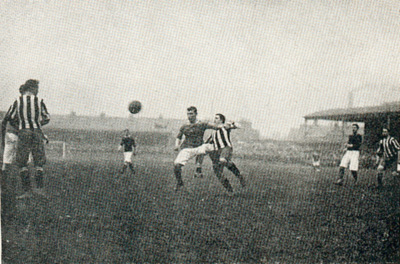
Contra el Woolwich Arsenal, 1906 semifinal.
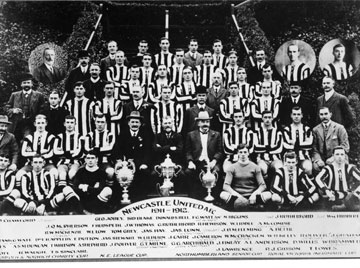
1911-12 Plantilla del "Newcastle United AFC".

## Período de entreguerras (1919-1939)
El equipo regresó a la final de la FA Cup en 1924, en la segunda final celebrada en el entonces nuevo estadio de Wembley. Derrotaron al Aston Villa, ganando la segunda FA Cup del Club. Tres años más tarde ganaron el Campeonato de la primera división una cuarta vez en 1926 – 27. La firma de registros y el centro internacional escocés Hughie Gallacher, uno de los goleadores más prolíficos de la historia del Club, capitaneó el equipo ganador del campeonato. Otros jugadores clave en este período fueron Neil Harris, Stan Seymour y Frank Hudspeth. Seymour se convertiría en una figura influyente para los siguientes 40 años como jugador, gerente y director.
En 1930, el Newcastle United estuvo cerca del descenso, y al final de la temporada Gallacher dejó el Club para el Chelsea, y al mismo tiempo Andy Cunningham se convirtió en el primer mánager del equipo del Club. En 1931 – 32, el club ganó la FA Cup por tercera vez en la infame final de "over the line". United ganó el juego 2 – 1 después de anotar un gol después de una cruz de Jimmy Richardson que parecía ser golpeado desde fuera de juego-sobre la línea. No hubo repeticiones de acción entonces y el árbitro permitió el gol, un controvertido punto de conversación en la historia de la FA Cup.
Newcastle se jactó de los jugadores maestros como Sammy Weaver y Jack Allen, así como el primer jugador-mánager en la primera división en el internacional escocés Andy Cunningham. Pero al final de la temporada 1933 – 34, el equipo fue relegado a la segunda división después de 35 temporadas en el First. Cunningham se fue como Gerente y Tom Mather se hizo cargo. Sorprendentemente en la misma temporada en que cayeron en la segunda división, United derrotó a Liverpool por 9 – 2 y Everton 7 – 3 en el espacio de una semana.
El club encontró difícil adaptarse a la segunda división y fueron relegados casi más en la temporada 1937 – 38, cuando se ahorraron en los promedios de gol.

## Liga de la guerra (1939-1945)
Cuando la Segunda Guerra Mundial estalló en 1939, el Newcastle tuvo la oportunidad de reagruparse, y en el período de la guerra, trajeron a Jackie Milburn, Tommy Walker y Bobby Cowell.
El Newcastle United no ganó trofeos de la Wartime League, pero Jackie Milburn hizo su debut en 1943 en un partido de "Stripes vs Blues". El lado de Milburn estaba perdiendo en el medio tiempo 3-0, pero después de un cambio de centrocampista al centro delantero, marcó 6 goles para ayudarles a ganar el partido 9 – 3. Jackie pasó a marcar 38 goles en los próximos 3 años de la vida de la liga.

## Postguerra y campeones de copa (1946-1978)

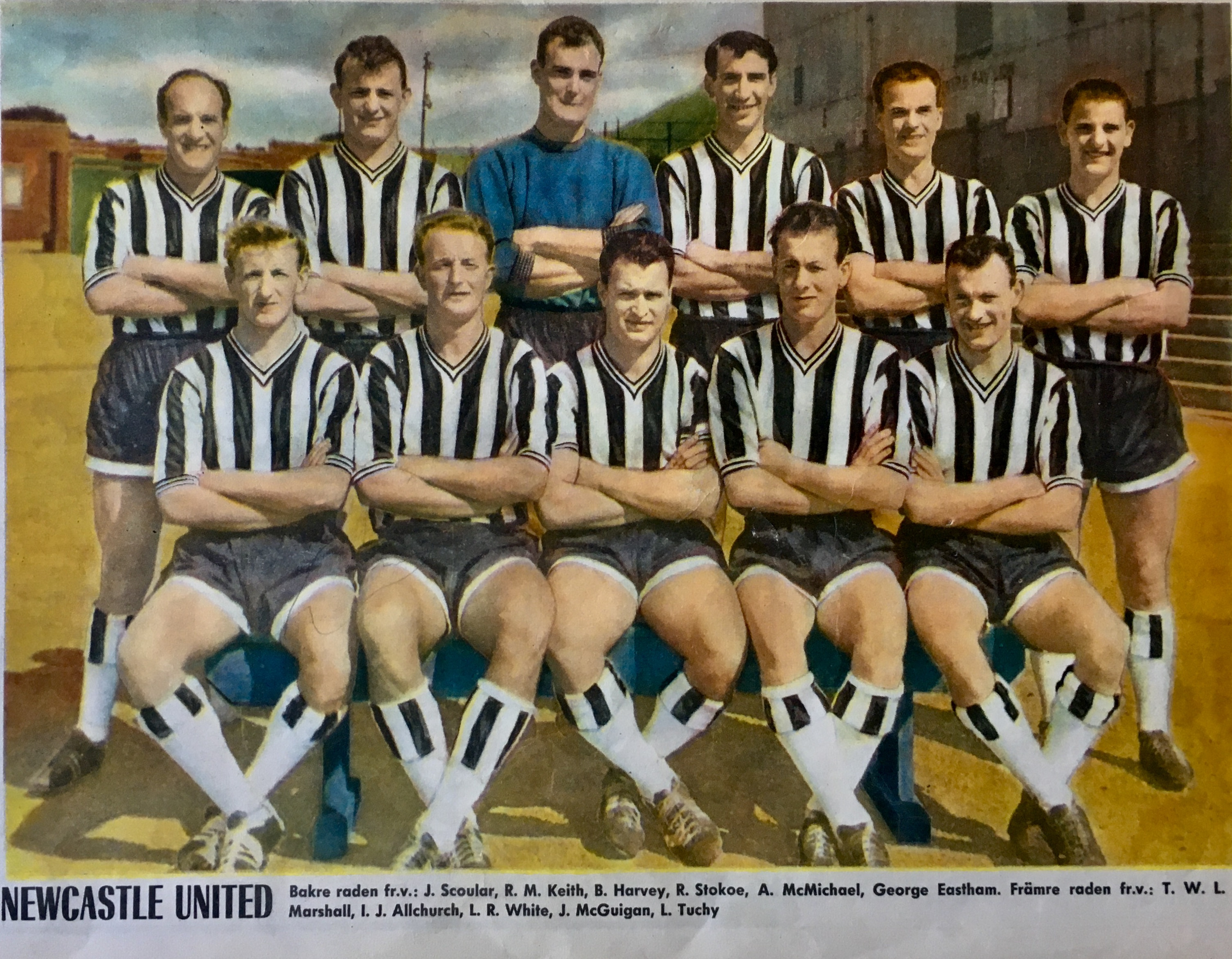
Newcastle United F.C., 1960.

Para el momento en que la paz se restauró en 1945, Seymour estaba en la vanguardia de los asuntos del Newcastle, Gerente en todo menos nombre. Se aseguró de que los Magpies poseyeran un entretenido once lleno de estrellas, una mezcla de talentos cultivados en casa como Jackie Milburn, Bobby Cowell y Ernie Taylor, así como grandes fichajes en forma de George Robledo, Bobby Mitchell, Joe Harvey, Len Shackleton y Frank Brennan.
El Newcastle pasó unos cuantos de años después de la guerra en la segunda división. Las multitudes fueron extremadamente altas después del regreso al fútbol, y en 1946 el Newcastle registró la victoria más alta en la historia de fútbol de la liga inglesa, derrotando al Newport County por 13 – 0. Len Shackleton, tocando su debut en ese partido, anotó 6 goles en el partido, otro récord para el Newcastle United.
El Newcastle regresó a la primera división en el doble de la época. La promoción se logró en 1948 frente a grandes multitudes. Un promedio de casi 57.000 en cada partido en casa vio los partidos de las urracas ese año, un récord nacional en los años por venir. Eso fue solo el comienzo de otro período de éxito.
Durante la década de los años cincuenta, el Newcastle levantó el trofeo de la FA Cup en tres ocasiones dentro de un período de cinco años. En 1951 derrotaron al Blackpool 2-0, un año más tarde el Arsenal fue golpeado 1-0 y en 1955 los magpies aplastaron al Manchester City por 3-0. Las Urracas eran conocidos en todos los rincones del país, y también lo eran sus jugadores; ' WOR Jackie ' Milburn y Bobby ' Dazzler ' Mitchell la elección de un lado que fue renombrado a la nación. Otros jugadores de este tiempo fueron Frank Brennan (como Mitchell a Scot), Ivor Broadis, Len White y Welshman Ivor Allchurch.
A pesar de tener jugadores de calidad a lo largo de la época, estrellas como Allchurch, White y George Eastham durante los últimos años de la década, el Newcastle se desinchó de la primera división en 1961 bajo la polémica gestión de la ex estrella del Manchester United, Charlie Mitten, fue un gran golpe para el Club.
Un viejo caballo de guerra volvió a revitalizar a los urracas con la forma de Joe Harvey, que había patroneado al Club para gran parte de su éxito en la posguerra. Se asoció con Stan Seymour para reconstruir el equipo y los Black'n ' WHITES regresaron a la élite como campeones de segunda división en 1965. Los magpies entonces se convirtieron en un lado impredecible, siempre capaz de derrotar a los mejores, pero nunca de darse cuenta de su enorme potencial hasta hace muy poco.
El bando de Joe Harvey se clasificó para Europa por primera vez en 1968 y sorprendió a todos al año siguiente levantando la Copa de ferias de la inter Cities; el precursor de la Copa de la UEFA. United poseía un once sólido y la tradición de Newcastle de presentar un famoso número 9 en el centro-delantero desde los primeros años continuó como el gran Welshman Wyn Davies fue prominente junto con los gustos de pop Robson, Bobby Moncur y Frank Clark.
En los años que siguieron el éxito europeo, el mánager Harvey trajo una serie de talentosos animadores que emocionó a la multitud de Gallowgate. Pleasers como Jimmy Smith, Tony Green y Terry Hibbitt. Y sobre todo un nuevo centro-delantero con el nombre de Malcolm MacDonald.
Apodado ' Supermac ', Macdonald fue una de las figuras de héroe más grandes de United. Brash, arrogante y devastador frente al gol, dirigió el ataque de United a Wembley en 1974, contra el Liverpool en la FA Cup. Pero los Magpies no pudieron traer el trofeo de vuelta a Tyneside, y una completa falta de éxito en cualquiera de las competiciones de la próxima temporada dio lugar a que Joe Harvey fuera despedido a mediados de 1975.
El mánager de Blackburn Gordon Lee fue nombrado para reemplazar a Harvey, y a pesar de una campaña de Liga mediocre en 1975 – 76, lideró al Club a su única final de la Copa de la liga, que terminó en derrota por el Manchester City. A pesar de que Macdonald se vendió de forma polémica al arsenal por un precio de corte, la siguiente temporada vio la mejor campaña de United durante años, y por Navidad el Club parecía tener una oportunidad exterior de ganar el título. Sin embargo, Lee abandonó el Club para hacerse cargo en el Everton al comienzo de 1977, y el entrenador inexperto Richard Dinnis fue puesto a cargo del equipo después de que los jugadores exigieron que se le dé el trabajo. La forma del Newcastle inicialmente permaneció bastante consistente bajo Dinnis, y aseguraron el 5º lugar y un puesto de la Copa de la UEFA al final de la temporada. Sin embargo, el equipo se desmoronó totalmente la temporada siguiente, y Dinnis fue despedido después de una carrera de diez derrotas consecutivas de la liga y una salida de la Copa de la UEFA a manos del equipo francés SC Bastia. Bill McGarry asumió el cargo de Gerente, pero no tuvo poder para evitar que United fuera relegado en estadísticamente su peor temporada de la historia. La única misericordia que tenían era la terrible diferencia de gol de Leicester City que impedía a United terminar el fondo de la mesa.

## Inestabilidad deportiva ascensos y descensos (1978-1992)

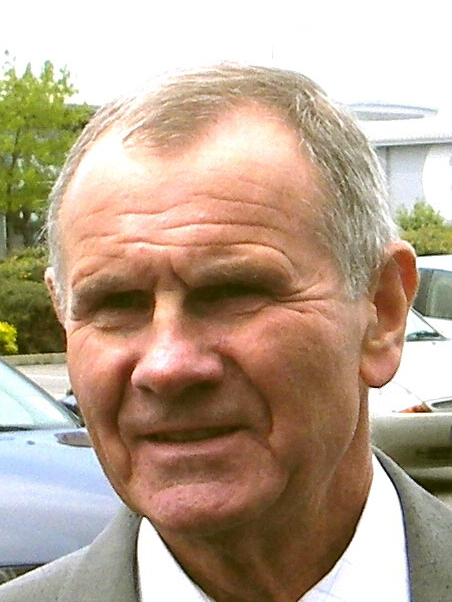
Arthur Cox.

McGarry permaneció a cargo del Club, pero solo logró dos finales de la mesa antes de ser despedido a raíz de un comienzo poco inspirador de la temporada 1980 – 81, y fue Arthur Cox quien dirigió a las urracas de nuevo a la primera división con el excapitán de Inglaterra Kevin Keegan el enfoque del bando, habiéndose unido a las Magpies en un sensacional acuerdo en 1982.
El fútbol inspirado por Keegan cautivó a Tyneside y United irrumpió en la primera división en un estilo que fue superado por la propia marca de fútbol de Kevin como mánager en la próxima década. Junto a Keegan estaban los jóvenes Peter Beardsley y Chris Waddle, así como los jugadores más experimentados y mayores, incluyendo Terry McDermott y David McCreery. El Club fue sacudido sin embargo cuando Cox renunció después de que el Consejo se negó a ofrecerle un contrato mejorado, y, sorprendentemente, aceptó una oferta para tomar el cargo de Derby County-que había sido relegado de la segunda división.
Uno de los jugadores ingleses más grandes talentos, Paul Gascoigne o ' Gazza ', surgió como un joven en el Club durante este período, bajo el Gerente Jack Charlton (que más tarde pasó a tomar la República de Irlanda a dos torneos finales de la Copa Mundial). De eso, el reinado de Charlton como mánager fue efímero y poco popular, y un año después el exjugador Willie McFaul sucedió a Charlton. Newcastle consolidó su lugar en la División uno, pero luego un período de venta de sus mejores jugadores (Beardsley a Liverpool, y Waddle y Gazza ambos al Tottenham), sacudió el Club y condujo a la agitación de los partidarios, al igual que una guerra de acciones para el control de la sala de juntas. El efecto de esto en el campo pronto resultó evidente, ya que McFaul fue despedido después de un comienzo inestable a la temporada 1988 – 89, y el nuevo jefe Jim Smith demostró ser incapaz de dar vuelta a Newcastle, resultando en ellos terminando al pie de la primera división por primera vez en la historia.
United casi rebotó en la temporada 1989-90, pero luchó toda la temporada por su consistencia y se perdió en la promoción automática en un solo lugar, antes de soportar una humillante salida de play-off a manos de los amargos rivales Sunderland. La intensificación de la batalla de la sala de juntas pronto tomó su peaje en el Club, y Smith renunció a principios de la temporada siguiente con el lado atascado en la mitad de la tabla. Ossie Ardiles se convirtió en el nuevo mánager del Club, y a pesar de ser probablemente el mánager más popular del Club desde Joe Harvey, presidió una terrible carrera de resultados durante las próximas dos temporadas, lo que resultó en que United estuviera al pie de la segunda división en el momento en que perdió su trabajo a principios de 1992. Con el Club flotando al borde de un nuevo descenso, potencialmente catastrófico, el Newcastle United necesitaba un Salvador. No solo encontraron uno, sino dos, como Sir John Hall y Kevin Keegan unieron fuerzas para salvar la reputación de Newcastle.

## Newcastle en Premier League (1992-2007)

### The Entertainers(1992-1997)

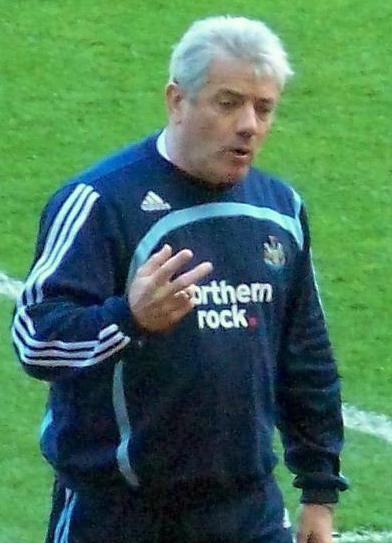
Kevin Keegan De jugador a entrenador del Newcastle United desde 1991.

Kevin Keegan regresó al club como entrenador en la temporada 1991–92 y sobrevivió al descenso de la Segunda División. Las finanzas del club se transformaron al haber sido adquirido el equipo por el empresario inmobiliario de la ciudad, John Hall, para cumplir con el objetivo de poner al Newcastle entre los clubes más importantes de Europa, determinando fichajes como Rob Lee y Andy Cole que ayudaron al Newcastle a ascender a la recién creada máxima categoría del fútbol inglés, la Premier League, en la temporada 1992–93, como campeones de la nueva Primera División, que hasta el año anterior era la máxima categoría de Inglaterra. Descendió y regresó a la máxima categoría en la temporada 1993–94 de la Premier League. tan bueno fue el regreso que terminaron en tercer lugar, el equipo de Keegan llegó a ser etiquetado como The Entertainers El St James' Park fue remodelado durante ese tiempo para tener una capacidad de 36.000 espectadores. Posteriormente, esta aumentó a 52.000 a finales de los años 90`s debido al rechazo popular de una propuesta de Hall, aprovechando su privilegiada posición en el mercado inmobiliario del Nordeste de Inglaterra, para construir un estadio más grande en un área común de la ciudad conocida como Castillo de Leazes. Keegan sorprendió a los fanes y críticos en 1995, cuando el delantero Andy Cole fue vendido al Manchester United a cambio de £6 millones de libras y del mediocampista Keith Gillespie, siendo culpado Keegan por la venta al haber afectado las posibilidades de título de Newcastle en la temporada 1994–95, en la que terminaron en sexta posición. El club, sin embargo, comenzó a construir un equipo para jugar bien al fútbol. En la temporada 1995–96, se ficharon estrellas extranjeras de alto rendimiento como David Ginola y Faustino Asprilla, además de los jugadores británicos Peter Beardsley y el delantero Les Ferdinand, guiando al equipo a un segundo puesto en la Premier. Durante la temporada 1996–97, Keegan renovó contrato al asegurar los servicios del delantero Alan Shearer, para una tasa de transferencia récord de £15 millones de libras, produciendo una asociación astuta con Ferdinand reclamando una victoria de 5–0 sobre los rivales del título Manchester United, permanecíendo en la pelea hasta la última jornada para ganar la liga.

### Desestabilidad dentro y fuera del campo (1997-2007)
Como el equipo no pudo ganar ningún trofeo bajo su reinado, Keegan renunció como entrenador el 8 de enero de 1997 diciendo: "siento que he tomado el club lo más lejos que pude" Kenny Dalglish reemplazó a Keegan y mantuvo la buena forma del club en el final de la temporada terminando segundo. En la temporada 1997–98, Les Ferdinand y David Ginola abandonaron el club, mientras que Alan Shearer se rompió el tobillo en un amistoso de pretemporada, quedando fuera durante la primera mitad de temporada. Dalglish firmó a Ian Rush, John Barnes, Duncan Ferguson y Stuart Pearce para reforzar el equipo, logrando una victoria 3–2 sobre FC Barcelona en la Liga de Campeones de la UEFA a través de un hat-trick de Faustino Asprilla, pero la marca cautelosa de Dalglish, en contraposición al estilo atacante jugado con Keegan, no tuvo éxito y el club no logró progresar más allá de la fase de grupos de la Champions League, terminó 13º en la Premier League y perdió la final de la FA Cup ante el Arsenal. Dalglish comenzó la temporada 1998–99 firmando a Nolberto Solano y Dietmar Hamann, pero pronto fue despedido después del declive del club.

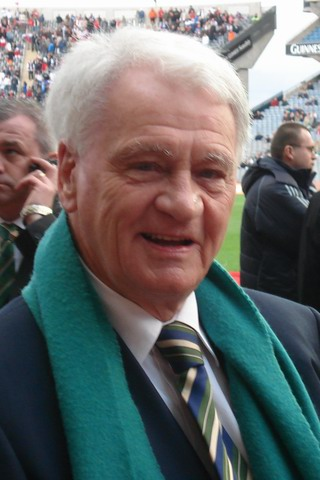
Sir Bobby Robson 1999-2004.

Ruud Gullit lo reemplazó, sin embargo el club terminó de nuevo la Premier en el puesto 13 y, de nuevo, perdió en la final de la FA Cup, esta vez al Manchester United. Gullit renunció a su cargo a principios de la temporada 1999-2000, habiendo caído con varios jugadores incluyendo a Alan Shearer y al capitán Rob Lee. Keith Gillespie más tarde culpó a la arrogancia de Gullit por su fracaso como mánager del Club. El extécnico de Inglaterra, Bobby Robson, fue el sustituto para reemplazar a Gullit en septiembre de 1999. Se aseguró la supervivencia de Newcastle en la Premier pero en la mitad inferior de la tabla, terminando 11º en 1999–2000 y 2000–01. Robson, sin embargo, construyó un equipo joven y emocionante en la temporada 2001–02. El Newcastle terminó en el cuarto lugar, jugando la Champions League en 2002–03. En este torneo, el Newcastle avanzó a la segunda etapa en circunstancias poco probables, superando al Juventus 1-0 en el camino. El Newcastle terminó tercero en la temporada 2002-03 de la Premier League, pero perdió su clasificatoria de la Champions y jugó la Copa de la UEFA 2003-04 en su lugar, alcanzando la semifinal. En 2003-04, Newcastle terminó quinto en la Premier, más bajo que en temporadas anteriores, y fuera de la contienda de Champions League.
Robson fue despedido después de un mal comienzo de la temporada 2004-05 debido a la mala relación con el vestuario. En su autobiografía, Robson criticó a Freddy Shepherd, gerente del club, alegando que este le negó información sobre los contratos de los jugadores y las negociaciones de transferencia. Anteriormente había criticado públicamente la oferta alta del club por Wayne Rooney, que el Club más tarde afirmó que no podía permitirse, declarando que los jugadores jóvenes estaban haciendo demandas excesivas sin probarse primero en el campo. También criticó a Shepherd y al Vicepresidente del Club, Douglas Hall, por su enfoque en ahorrar costos en el primer equipo debido al gasto generado en la remodelación del St James' Park, haciendo que descuiden temas menos glamorosos como el campo de entrenamiento, el desarrollo juvenil y los exploradores de talentos. Graeme Souness reemplazó a Robson y terminó la temporada en el puesto 14 de la liga. La llegada de Souness, sin embargo, se encontró con reacciones mixtas, con muchos esperando el regreso de Robson, siendo un tema difícil de resolver a pesar de insistir en que era consciente de la admiración de los aficionados por Sir Bobby y estaba listo en el papel. En el mercado de fichajes de invierno, Souness causó controversia por la oferta de £8 millones de libras por el internacional francés Jean-Alain Boumsong, que se había unido al Rangers de Escocia de forma gratuita unos meses antes que Sir Bobby había viajado a Francia para, presuntamente, contratar a Boumsong pero al final se negó a firmarlo. La investigación de Stevens en 2007 documentó que, en esta compra, Souness fue acusado de falta de coherencia e investigado por la especulación de los grandes medios de una comisión recibida por el fichaje, pero finalmente fue exonerado de cualquier participación ilegal. Entrando en la temporada 2005-06, a pesar de la firma de varios jugadores nuevos, incluyendo el regreso de Nolberto Solano del Aston Villa, así como las contrataciones de Albert Luque, procedente del Deportivo de la Coruña, por £10 millones de libras, y el de Michael Owen (para un récord en el club de £17 millones procedente del Real Madrid) como socio en el ataque de Alan Shearer, dando como resultados muchos goles al final del 2005, pero una lesión causó que Owen se perdiera el resto de la temporada y, después de un mal comienzo en el nuevo año, Souness fue despedido en febrero de 2006. Robbie Elliiot y Shay Given anunciaron su arrepentimiento al haber salido en el DVD del club, pero reconocieron un aparente favoritismo hacia varios jugadores y la presión moral del equipo dañada a las malas campañas del club, mientras que Alan Shearer culpó de la crisis a las lesiones de los jugadores del primer equipo.

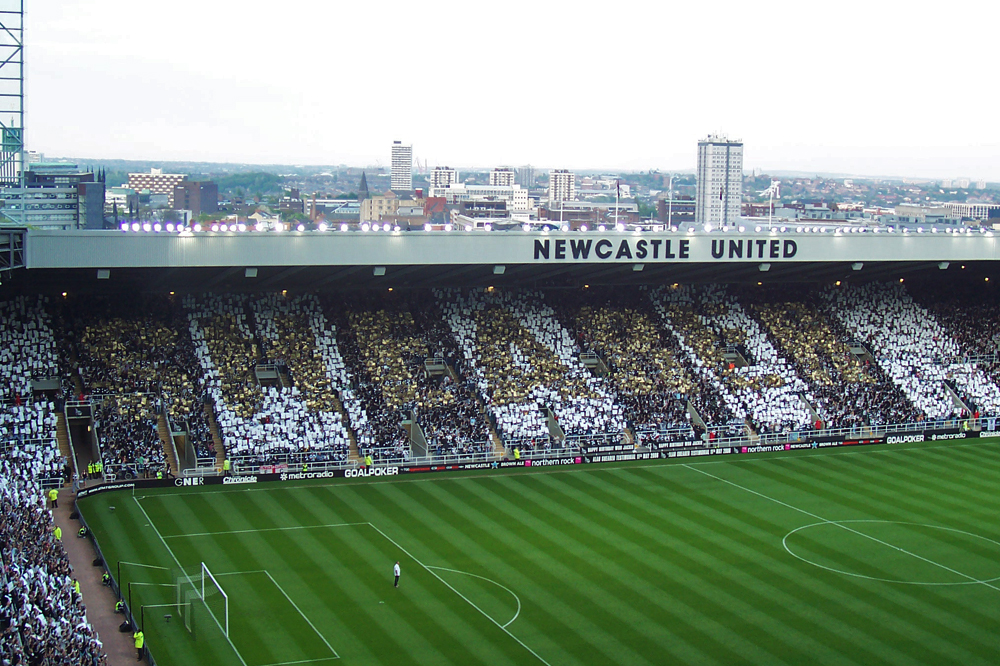
Mosaico en honor a Alan Shearer tras el anuncio de su retirada en 2006.

El mánager general, Glenn Roeder, fue nombrado entrenador del primer equipo de manera temporal, viendo su primer partido contra el Portsmouth. Shearer marcó su gol número 201 para el Newcastle United, convirtiéndose en el jugador con más goles en la historia del club. Roeder guio al Newcastle del 15 al séptimo lugar, asegurando 32 puntos de Liga de un posible de 45 a finales de 2005–06, así como asegurando un lugar en la Copa Intertoto de la UEFA, dándole un contrato de dos años por parte del presidente del club, Freddy Shepherd. Su nombramiento causó controversia, ya que en el momento no tenía licencia de UEFA Pro, necesaria por parte de cualquier entrenador para dirigir en cualquier liga de Europa, incluyendo torneos de UEFA como la Copa Intertoto; sin embargo, fue aprobado por la UEFA al haber sido diagnosticado Roeder con un tumor cerebral en 2003, lo que impidió desarrollar su carrera como entrenador. Coin sta acción el presidente del club, Freddy Shepherd, se ganó el respaldo de los otros 19 clubes de la Premier League. Alan Shearer se retiró al final de la temporada 2005-06, anotando un récord de 206 goles. Roeder se encontró con una difícil temporada 2006-07, perdiendo a muchos jugadores por lesión, en particular a Michael Owen, quien había dañado gravemente sus ligamentos durante el mundial 2006, solo jugando los dos últimos partidos de la temporada. El Newcastle ganó la Copa Intertoto 2006 pero quedó eliminado por el Birmingham City en la FA Cup, llegando también a dieciseisavos de final en la Copa de la UEFA. Los malos resultados dejaron al equipo en 13.ª posición, lo que llevó a Roeder a dimitir en mayo de 2007.

## Mike Ashley y un importante declive (2007-2021)

### Primeros Años y descenso (2007-2010)
En mayo de 2007, se especuló que el multimillonario británico Mike Ashley compraría las acciones del hasta el momento propietario Sir John Hall. Tras varios días de negociación, finalmente consigue hacerse con dichas acciones. Todo el mundo creía que Freddie Sheppard acabaría siendo el presidente del club que mientras estaban negociando la futura venta, aprovechó para nombrar al ex-técnico del Bolton Wanderers Sam Allardyce como nuevo gerente del club. Finalmente el 7 de junio de 2007 Ashley se convierte definitivamente en el nuevo propietario tras varias reuniones con el resto de accionistas.   
Tras haberse hecho con la totalidad del club, Ashley nombró como directivo a Chris Mort, un abogado con bastante experiencia.
Una de las cosas que hizo el nuevo propietario nada más llegar fue paralizar la propuesta de ampliación del estadio St James' Park a 60.000 espectadores, así como la construcción de hoteles, apartamentos lujosos y centros de convención alegando que nunca llegaba a completarse el aforo del estadio siendo su media de aproximadamente de 45.000 espectadores por partido. Lo que sí realizó fue mejoras en los palcos y otros sectores del estadio.
Pese a la construcción de un equipo aparentemente fuerte, Sam Allardyce fue despedido a mitad de temporada debido a la tensión con los jugadores, la afición y los resultados negativos. Allardyce lamentó su despido y criticó a la directiva afirmando que no se le dio tiempo suficiente para poder ser juzgado. Ashley se defendió afirmando que desde el primer momento de la temporada no se tomó el cargo con seriedad. 
Tras su despido, Mike Ashley nombró a Kevin Keegan como el sustituto ideal. Su regreso causó una alegría tremenda entre la afición debido a su notable pasado en su primera etapa el frente del club, esto hizo que tuviera un impacto en la venta de entradas de cada partido en St James' Park. Keegan comenzó con buen pie en el equipo ganando al Stoke City por 4-1 en un partido de FA Cup pero tras más de diez partidos sin saber lo que es ganar, Keegan cambió la táctica con tres delanteros formada por Obafemi Martins, Michael Owen y Mark Viduka. El equipo acabó en una aceptable 12.ª posición tras un buen final de temporada. Derek Llambias sustituyó a Chris Mort como director general del club
La temporada 2008-09 no comenzó nada bien desde el principio, todo empezó con una tensión entre el entrenador Kevin Keegan y Mike Ashley junto a Dennis Wise debido a que este notaba la falta de fichajes sintiendo que eran necesarios para poder así conseguir el objetivo de la Liga de Campeones
Tras perder 3-0 con el Arsenal en un partido de la Premier League, se rumoreó que Kevin Keegan había sido despedido o que había renunciado a su cargo como entrenador debido a la escasez de fichajes, el propio Keegan confirmó que fue él que renunció a su puesto pese a las negociaciones con Ashley para continuar. Al siguiente partido en casa comenzaron a conducirse protestas por St James' Park, su rival era el Hull City y se acusaba a Ashley y sus directivos Dennis Wise, Toni Jiménez y Derek Llambias de forzar su salida del club.
Comenzaron a buscarle un sustituto adecuado pero a la mayoría de entrenadores no les interesaba su cargo. Mientras tanto Ashley anunció a los seguidores del club que por temor a su seguridad decidió colocar el club en venta, se anunció la contratación del exentrenador del Nottingham Forest Joe Kiennar de manera temporal. Este fichaje causó una reacción violenta entre la afición, provocando una diatriba verbal de Kiennar en los medios de comunicación y que cuestionó su decisión de tomar el trabajo en “ tal vez”.
Nada más finalizar el año 2008 se anunció que Mike Ashley no vendería el club debido a que no encontraba el comprador adecuado. 
Kiennar solo ganó 4 de 18 partidos que dirigió antes de renunciar debido a los problemas cardiacos que sufrió. Pese a tener un precontrato con Chris Hughton para la temporada que viene, la directiva apostó por la leyenda del club Alan Shearer para intentar sacar al equipo de la quema junto a su ayudante Ian Dowie pero solo consiguió una victoria en 8 partidos restantes lo que consumió así su descenso por primera vez desde 1992. Mike Ashley volvió a expresar su deseo de vender el club estableciendo como precio de venta de £100 millones.
Antes del comienzo de la temporada 2009-10 se solucionó las tensiones entre Ashley y Kevin Keegan después de que un panel arbitral de la Premier League dictaminó que había sido engañado para creer que tenía la última palabra en la política de fichajes del club cuando en realidad era el director deportivo Dennis Wise quien se encargaba de ello. Se determinó que los fichajes de Xisco y Nacho González se realizaron sin la aprobación del entrenador, en el caso de Nacho el directivo lo contrató horas antes de ver un video en YouTube. Derek Llambias y Dennis Wise fueron juzgados por mentir a los medios de comunicación alegando que Keegan tenía la última palabra. El exjugador y entrenador fue galardonado con  £2 millones de indemnización ofreciéndose de nuevo como entrenador pero esta vez bajo nueva orden. Meses más tarde afirmó que volvería al club en caso de que Ashley se marchara, cosa que no fue así, anunciando que en la contratación de Chris Hughton el club no sería vendido.

### Hughton, Pardew y vuelta a Europa (2010-2016)

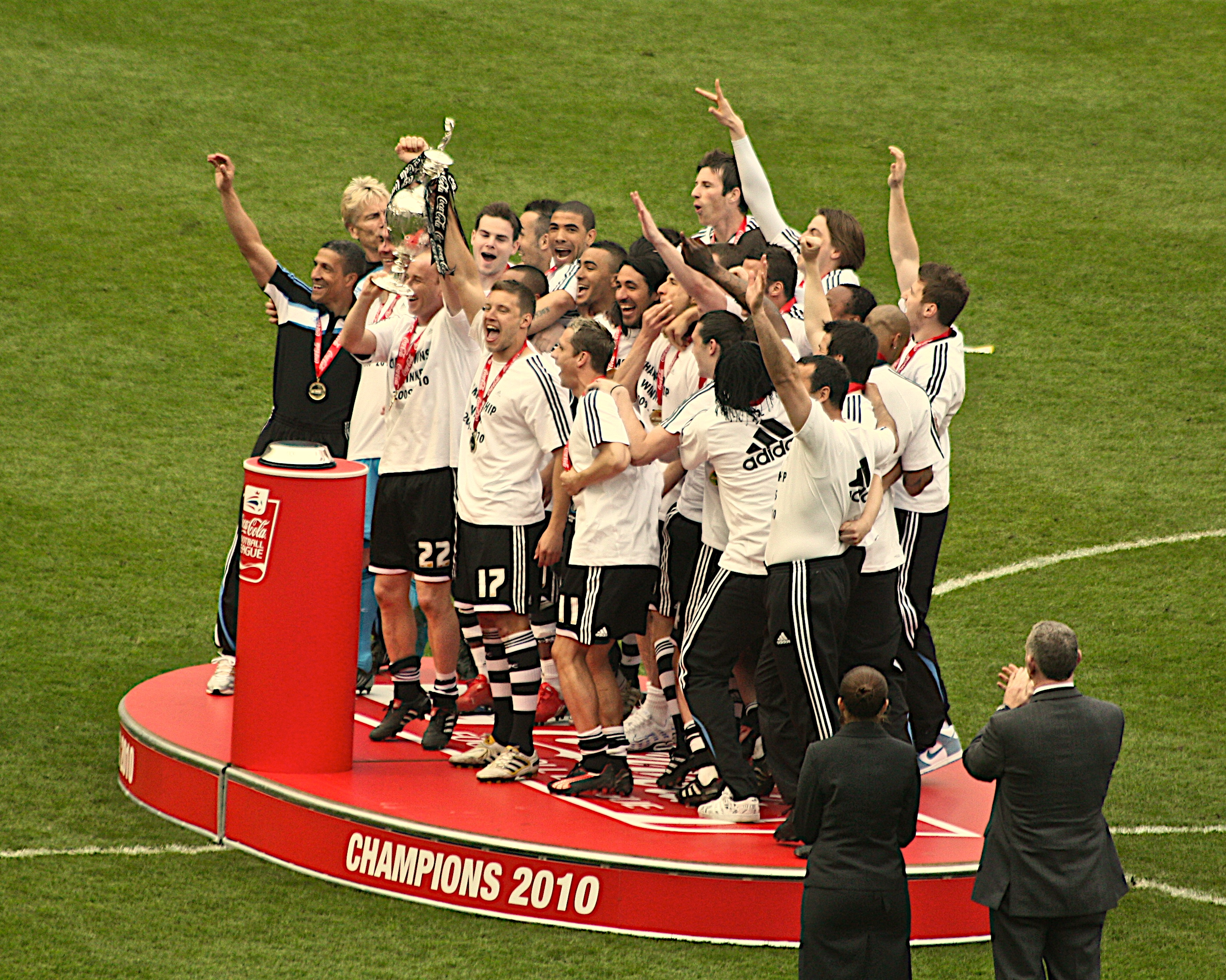
Campeones del Championship en 2010

Chris Hughton fue nombrado entrenador para la temporada 2009-10. El club fue líder el campeonato con 30 victorias, 12 empates y 4 derrotas, anotando un total de 90 goles consiguiendo así el ascenso directo y volver a la premier tras un año de ausencia.
En la temporada 2010-11 Hughton continuó en el banquillo para conseguir el objetivo de evitar el descenso. La primera victoria de la temporada fue en el Emirates ante el Arsenal hasta que comenzó una caída libre tras una histórica derrota por 5-1 ante el Sunderland. El 6 de diciembre de 2010 Chris Hughton fue despedido. La plantilla y la afición se sorprendieron por su despido, lo que condujo a protestas antes del partido contra el Liverpool con el intento de agradecerle su trabajo y apoyo. Alan Pardew fue anunciado como nuevo entrenador con un contrato de cinco años y medio, en el club querían un entrenador con más experiencia en los banquillos. Pardew afirmó que tenía mucho respeto por Chris Hughton y reconoció el hecho de que otros gerentes cuestionaron su nombramiento. Consiguió su primera victoria en su debut como mánager con una victoria por 3 – 1 sobre el Liverpool. El 31 de enero de 2011 el Newcastle vendió al delantero Andy Carroll al Liverpool por una cifra récord de £35 millones. La venta de un jugador joven a un alto valor demostró ser controversial para el Liverpool y con Alan Shearer ridiculizando el precio pagado por Liverpool expresó con tristeza por perder a Carroll. De hecho el propio Carroll declaró que no quería abandonar el Club, pero fue forzado a salir por los directores del club después de la oferta final de Liverpool de £35 millones, la Junta respondió que Carroll había entregado previamente una solicitud de transferencia algo que el jugador inglés negó que sea cierto. Pardew dijo que estaba decepcionado al perder a Carroll, pero se comprometió a invertir en el mercado de fichajes de verano. El resto de la temporada vio a Leon Best anotar un triplete en su debut en una derrota por 5 – 0 de West Ham United, un partido histórico 4-4 contra el Arsenal con un golazo final de Cheick Tioté, y una derrota por 4-0 del Wolverhampton Wanderers, hizo que el equipo acabara duodécimo en la Premier League.
En la temporada 2011-12 Pardew le dijo a la directiva de vender jugadores descartados para recaudar fondos, habiendo afirmado que había sido asegurado las finanzas a la salida de Carroll. Kevin Keegan había dicho previamente que Alan Pardew no debería haber esperado el dinero después de sus problemas con la Junta en 2008. El Club firmó a muchos jugadores franceses en el mercado de fichajes como Yohan Cabaye, Mathieu Debuchy, Hatem Ben Arfa o Demba Ba entre otros. Con resultados impresionantes a lo largo de la temporada, Newcastle terminó en quinta posición teniendo posibilidades de haber jugado de UEFA Champions League. En la UEFA Europa League 2012-13 el Newcastle alcanzó los cuartos de final siendo eliminado por el Benfica, en el mercado de invierno de fichajes el equipo continuó fichando a jugadores franceses en los que destaca Moussa Sissoko y Yoan Gouffran. El equipo, sin embargo, tuvo una mala temporada y terminó 16.ª posición en la Premier League.
Al comienzo de la temporada 2013-14, Joe Kinnear regresó al Club como director de fútbol, causando instantáneamente alegría entre la afición. Sin embargo, renunció a su cargo ocho meses en el trabajo después de una crítica más para la gestión de firmar solo dos jugadores en préstamo ( Loïc Rémy y Luuk de Jong ) durante el verano y en el mercado de fichajes de invierno se vendió a Yohan Cabaye al Paris Saint-Germain por £20 millones, considerado uno de los jugadores más influyentes de la época. Después de la falta de garantías, Mike Ashley una vez más se enfrentó a una revuelta de fanes, con protestas que se lanzaron a él para vender el Club. El Club prohibió de las instalaciones de medios de comunicación, ruedas de prensa, conferencias y entrevistas con jugadores, declarando que las historias de la prensa fueron intensamente exageradas y dirigidas solo a dañar la imagen de Ashley. En cuanto a lo deportivo el equipo no tuvo problemas para salvarse. El equipo consiguió una importante victoria ante el Manchester United en Old Trafford por primera vez desde 1972. Sin embargo, el equipo luchó más tras la venta de Cabaye. El punto final a esta temporada fue cuando a Alan Pardew le sancionaron con 7 partidos y una multa de 100 mil libras tras una agresión al jugador del Hull City, David Meyler. Los magpies  se encontraron con una muy mala racha perdiendo ocho de diez partidos y acabando en la décima posición en la liga.
Los ocho primeros partidos de la temporada 2014-15 el Club no pudo conseguir una victoria. Pero después tuvo un resurgimiento, estuvo cinco partidos sin perder y eliminaron de la EFL Cup al Manchester City con una victoria por 2-0 y avanzando a los cuartos de final del torneo. Pardew, sin embargo, renunció al club el 30 de diciembre de 2014 tras las protestas de los aficionados. Alan Pardew admitió en los meses previos a que las protestas de los fanes afectaban a su familia y que se sentían infelices en el Club. Se puso a dirigir al Crystal Palace. Fue reemplazado por su ayudante de Gerente John Carver, el equipo dejó de funcionar y solo consiguieron 13 de 50 puntos posibles, evitando el descenso en el último partido de la temporada con una victoria ante el West Ham. Tras finalizar al temporada Carver fue despedido.
En la temporada 2015-16 Steve McClaren fue nombrado nuevo entrenador del Newcastle, el Club rindió homenaje al jugador Jonás Gutiérrez después de su exitosa recuperación del cáncer testicular para reanudar su carrera como futbolista, aunque tras la decisión del Club de liberarlo al final de la temporada, así como sus acusaciones de maltrato por el Club por su enfermedad, Gutiérrez anunció su intención de demandar por una indemnización. El equipo hizo Buenos fichajes como el de Georginio Wijnaldum, Aleksandar Mitrović, Chancel Mbemba, Florian Thauvin, Henri Saivet, Jonjo Shelvey, Andros Townsend e Ivan Toney. McClaren sin embargo luchó para conseguir resultados pero solo consiguió 6 victorias y 6 empates de 28 partidos jugados, El equipo es eliminado de la FA Cup y EFL Cup en la tercera ronda. McClaren fue despedido posteriormente el 11 de marzo de 2016, exjugadores como Alan Shearer criticó a la directiva de lo haberlo despedido antes de tiempo.

### Rafa Benítez (2016-2019)

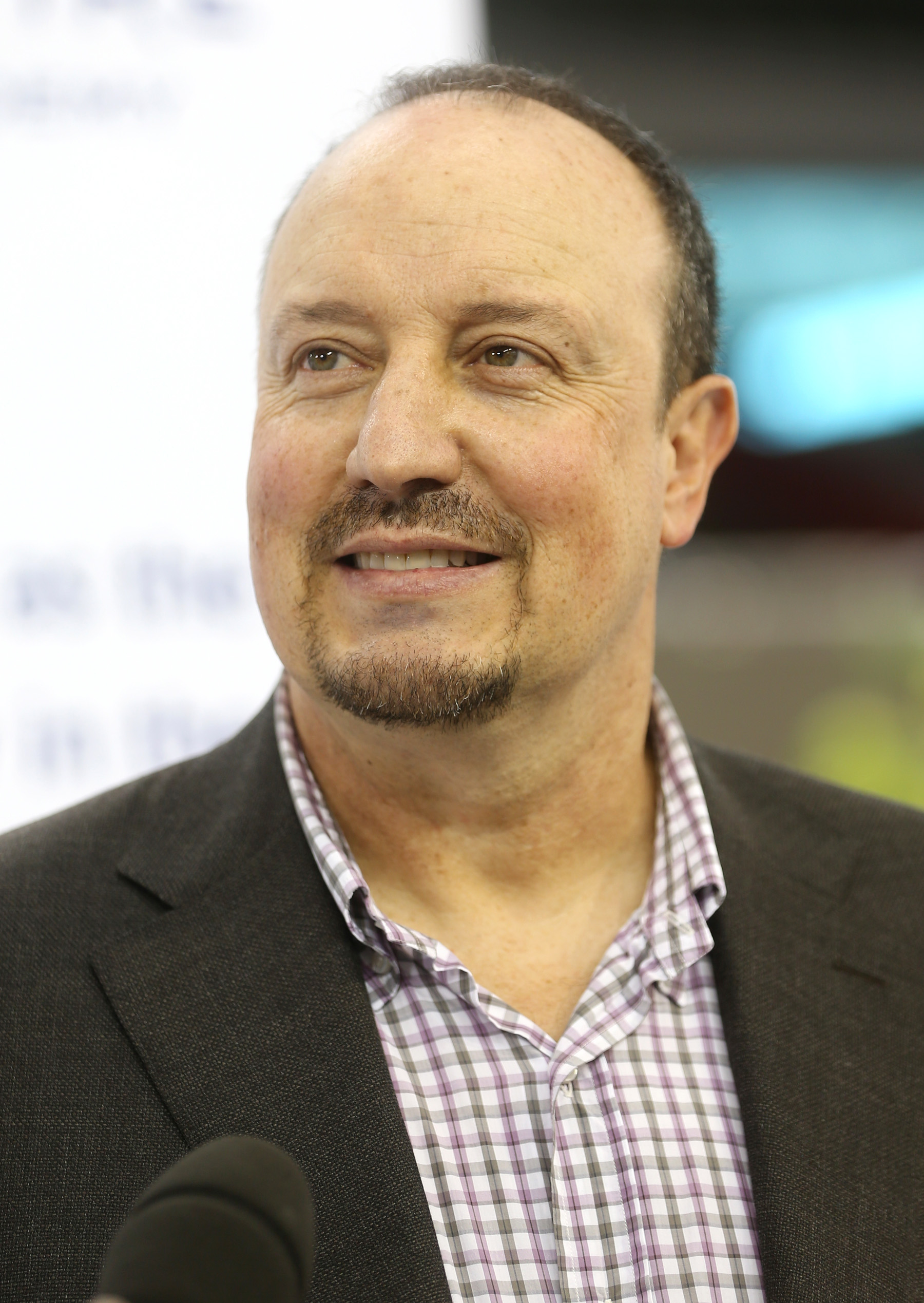
Rafael Benítez entrenador del club del 2016-2019

El 11 de marzo de 2016 el Newcastle anuncia la contratación de Rafa Benítez como sustituto del anterior entrenador Steve McClaren, hasta final de temporada y tres años más. Tenía como objetivo sacar del descenso al conjunto inglés que llevaba desde principio de temporada pero no lo consiguió llegando a sumar solo 10 puntos. Tras certificarse matemáticamente el descenso del club, Benítez decidió continuar en el equipo en el EFL Championship con el objetivo de devolverlo a la Premier League.
El Newcastle tuvo un mercado de fichajes muy movido, donde hubo cambios muy importantes en la plantilla. Se fueron piezas muy importantes como Georginio Wijnaldum traspasado al Liverpool, Florian Thauvin cedido al Olympique Marsella con opción de compra a final de temporada o Moussa Sissoko traspasado al Tottenham tras una salida polémica, haciendo una buena Eurocopa. Benítez reconstruyó el equipo desde 0 con el objetivo de conseguir el ascenso lo antes posible. Llegaron buenos refuerzos como Dwight Gayle de Crystal Palce, Matt Ritchie del Bournemouth, Ciaran Clark del Aston Villa o Mohamed Diamé del Hull City entre otros.
La temporada 16-17 no fue la temporada como el equipo deseaba, pues perdieron los dos primeros partidos ante el Fulham y Huddersfield Town por 1-0 y 1-3. La primera victoria de la temporada fue ante el Reading por un contundente 4-1 y un buen partido de Dwight Gayle. Poco a poco el equipo iba remontando posiciones en la tabla clasificatoria. Desde el encuentro ante Reading hasta el 11 de noviembre cuando perdieron ante el Blackburn Rovers, tuvieron una buena racha de victorias solo perdiendo ante el Wolves y empatando ante el Aston Villa. Llegaron a Navidad como líderes teniendo como perseguidor al Brighton con varios puntos menos, acabaron mal en la última semana del año perdiendo los dos partidos. En cuanto a la EFL Cup hicieron un buen papel llegando hasta cuartos de final dejando en el camino a equipos como el Cheltenham Town en segunda ronda, el Wolves en tercera ronda y al Preston North End en Octavos de final. Cayó eliminado el equipo en cuartos de final ante el Hull City de la Premier League en la tanda de penaltis. En la FA Cup no tuvieron tanta suerte como en la EFL Cup, consiguieron eliminar al Birmingham City en el segundo partido en el St James' Park por 3-1, pero en la siguiente renda fueron eliminados por un equipo de tercera división, el Oxford United por 3-0. El 2017 comenzó con derrota ante el Blackburn Rovers, el equipo no funcionaba y Benítez necesitaba algún refuerzo más pero al final la directiva del club no los realizó. En esta segunda parte de la temporada el Newcastle no conseguía con facilidad los tres puntos y fue mucho peor que la primera parte. El 24 de abril de 2017 los geordies consiguieron el ascenso directo a la Premier League una semana después de que lo consiguiera el Brighton, su rival en ese partido fue el Preston North End, le endosaron un 4-1 siendo el español Ayoze Pérez el hombre del partido. La penúltima jornada de liga hubo emoción hasta el final cuando el equipo de Benítez y el líder Brighton se jugaban ganar el campeonato. Hubo emoción hasta el final y el trofeo acabó en manos de los geordies. Finalizaron la temporada con un total de 94 puntos.
Dwight Gayle acabó siendo el máximo goleador, pero sus goles no sirvieron para que sea pichichi del campeonato. Matt Ritchie, Jamaal Lascelles y Ayoze Pérez también fueron claves para el ascenso. Benítez fue elegido como mejor entrenador del campeonato, jugadores como Aleksandar Mitrović o Chancel Mbemba no rindieron al nivel de lo esperado. En general el equipo estuvo a un buen nivel, llegaron a conseguir 26 victorias y 7 empates, perdieron solo 10 partidos, los momentos malos de la temporada pasaron en Navidad y en agosto. El equipo marcó un total de 85 goles y recibió solo 40 goles, conjunto con menos goles encajados del EFL Championship. Para que Benítez, continuara el año siguiente en el club de Tyneside, pidió más refuerzos para mejorar el nivel del equipo.
Tras el regreso exprés del Newcastle a la Premier League, Rafa Benítez hizo una reestructuración de la plantilla quedándose solo con aquellos que de verdad van a jugar, entre los descartes Jack Colback fue el que se vio más afectado debido a los problemas que tenía con el técnico madrileño debido a una serie de apuestas que realizó el inglés a principios de 2016.
No fue el comienzo deseado para las urracas de Tyneside, en la Premier League empezaron perdiendo por 0-2 ante el Tottenham Hotspur en casa y a la siguiente jornada fuera perdiendo por 1-0 ante el Huddersfield Town. También se vieron afectados en la eliminación en EFL Cup ante Nottingham Forest, no fue hasta el siguiente partido cuando consiguieron la victoria por 3-0 ante el West Ham United.
Tras este hecho el equipo empezó a ganar varios partidos consecutivos colocándose en 4 posición por detrás del Chelsea hasta que el equipo viajó a Brighton donde se impusieron los Sedgualls por 1-0. Desde la jornada 11 hasta la jornada 18, llegaría uno de los peores baches del equipo sumando solo un punto de 27 posibles y dejándolo en posiciones de descenso antes de llegar a Navidad.
Comenzó el año 2018 mejor que nunca sumando puntos en todos los partidos de enero menos contra el Manchester City, con las incorporaciones de la banda izquierda Kenedy, el delantero Islam Slimani y el guardameta Martin Dúbravka pudieron remontar posiciones en la tabla. El equipo de Benítez se veía muy motivado y se marcaron el objetivo de quedar en mitad de tabla a final de la temporada. Con las victorias ante el Huddersfield Town, Leicester City y Arsenal sellaron la permanencia a falta de 4 jornadas para el final. Acabaron la temporada en 10 posición con un final feliz Ganando al Chelsea por un contundente 3-0.
La planificación de la temporada 2018-19 no fue la deseada para Benítez pues todos los fichajes que se había realizado les parecía insuficientes y necesitaba más refuerzos. Se fichó a Ki Sung-yueng y a Federico Fernández del Swansea City, a Fabian Schär del Deportivo de La Coruña y a Salomón Rondón del West Bromwich Albion. A raíz de los refuerzos la temporada no comenzó lo mejor posible, solo consiguieron un punto de 15 posibles en cinco partidos y fue contra el Cardiff City, también fueron eliminados de la EFL Cup otra vez ante el Nottingham Forest. Tras el final del partido la directiva empezó a dudar de la continuidad de Benítez y sondearon varios candidatos para su reemplazo. Tras un ultimátum, Benítez consiguió puntuar y el 3 de noviembre consiguió la primera victoria de la temporada ante el Watford por 1-0, el equipo empezó a sumar puntos y consiguió salir de los puestos de descenso llegando a Navidad fuera de peligro.
Benítez consiguió dos refuerzos más antes de acabar el mercado de invierno lo que hizo que se reactivara su renovación. Esos fichajes fueron Antonio Barreca cedido por el Mónaco y Miguel Almirón procedente del Atlanta United por 24 millones de € siendo el fichaje más caro de la historia por el momento. Hasta la fecha el equipo solo ha perdido 2 partidos de 9 jugados tras el cierre del mercado de fichajes y sacándole 10 puntos al descenso. Terminaron la temporada en 13.ª posición siendo uno de los equipos que menos perdieron durante el 2019.

### Etapa Post Benítez y Últimos años de miseria (2019-2021)
Tras tres años y medio al mando del club el 24 de junio de 2019 se anunció su salida, tras meses de negociaciones el técnico madrileño no llegó a un acuerdo para renovar su contrato. Este hecho enfureció a una afición que desde hace muchos años pedía la dimisión de su presidente Mike Ashley dueño de la empresa británica Sports Direct. Mike tuvo sobre la mesa una oferta de 350 millones de € del grupo Bin Zayed para hacer realidad su deseo de vender el club pero al final no llegaron a un acuerdo ya que el británico se arrepintió a última hora y quería pedir más de lo establecido. A falta de un mes para el cierre del mercado de fichajes y el comienzo de la Premier League 2019-20 el Newcastle era el único equipo que no había realizado ningún fichaje y tampoco había encontrado un entrenador. Tras semanas de intensa búsqueda para encontrar el sustituto adecuado, se hace oficial el 17 de julio la llegada de Steve Bruce.
El cese de Rafa Benítez hizo que varios jugadores de la plantilla decidieron poner fin a su etapa en el equipo y esos jugadores fueron Ayoze Pérez que fue traspasado al Leicester por casi 35 millones de €, Salomón Rondón que tras acabar su cesión decidió poner rumbo al Dalian Yifang chino o Joselu traspasado al Deportivo Alavés. Esos fueron los más destacados. La llegada de Steve Bruce no sentó nada bien a la afición ya que el mismo día de su nombramiento pidieron el cese de forma inmediata debido a que en el pasado dirigió al eterno rival, el Sunderland. Poco más tarde el club anunció el fichaje de Joelinton procedente del TSG Hoffenheim por 44 000 000 € siendo el fichaje más caro de la historia lo que volvió a despertar el interés de la afición. Bruce estaba aún descontento por la falta de fichajes y presionó a la directiva para cerrar varias incorporaciones antes del cierre del mercado. El 2 de agosto de 2019 se anuncia la cesión de Jetro Willems del Eintracht Fráncfort y el traspaso de Allan Saint-Maximin procedente del OGC Niza por 18 millones de €. 2019 fue el año en el que "los Magpies" gastaron más dinero en fichajes; un total de 86 Mill de € estableciendo dos veces el traspaso récord del club. El verano de las movidas acabó con las incorporaciones de Emil Krafth y el regreso de Andy Carroll horas antes que el mercado en Inglaterra echara el cierre.
El comienzo de temporada no fue el más esperado para el equipo ya que empezó la Premier League perdiendo el primer partido 0-1 ante el Arsenal tras un error de Willems en la segunda mitad, pero poco a poco fueron retomando el vuelo, llegada las fechas de Navidad, los de Steve Bruce fueron uno de los mejores equipos como local con tan sólo una derrota, haciéndoles colocar entre los 10 primeros de la tabla. A pesar de una racha de derrotas ante el Everton y Leicester City, el equipo siguió siendo sólido en St James' Park, todo lo contrario a domicilio que no llegaron a conseguir demasiados puntos. Las llegadas de Nabil Bentaleb procedente del Schalke 04, Valentino Lazaro del Inter de Milan y Danny Rose del Tottenham Hotspur (debido a la lesión de Willems), parecían ser clave de cara a la segunda mitad de la Premier League, pese a que los 3 no dieron un gran rendimiento, los magpies siguieron siendo regulares. Además, fue la primera vez en la década que consiguieron llegar a unos cuartos de final en la FA Cup aunque fueron eliminados por el Manchester City.
Tras varios meses de parón por la pandemia del Covid-19, el fútbol volvió y el equipo de Steve Bruce consiguió sellar de forma definitiva la permanencia en el partido ante el Bournemouth por 0-4. Fueron uno de los mejores equipos durante este periodo de tiempo. Finalmente acabaron la temporada en 13.ª posición.
La crisis del Covid-19 trajo así muchas pérdidas económicas con respecto a los equipos de fútbol en Inglaterra, el Newcastle fue uno de los pocos equipos que no les afectó nada debido al gasto en temporadas anteriores. Tras finalizar la competición en julio, rápidamente se pusieron manos a la obra en el mercado de fichajes, con incorporaciones como la de Callum Wilson y Ryan Fraser procedentes del Bournemouth, Jamal Lewis procedente del Norwich City o Jeff Hendrick del Burnley, la falta de más fichajes para reforzar la plantilla, fue debido a la posible venta del club al PIF saudí, que fue paralizada por los problemas de piratería en el país de oriente.
Pese a que el comienzo en Premier League fue bueno con una victoria inicial ante el West Ham United en Londres y una acumulación notable de puntos hasta noviembre, llegaría una grave crisis en lo deportivo con una racha de 8 partidos sin conocer la victoria y con un solo punto sumado ante el Liverpool, exigindo la dimisión de Steve Bruce, con esto y la falta de fichajes durante la mayor parte del mes de enero, provocó la desesperación de una afición que vio como el Newcastle cayó en posiciones de descenso. 
En el último día de mercado se anuncia la llegada en forma de cesión de Joe Willock procedente del Arsenal hasta final de temporada.
Poco a poco los magpies volvieron a sumar puntos, todo gracias al cambio de portero, siendo Martin Dúbravka de nuevo titular. Consiguieron salir del descenso con antelación y con unos números de campeón, ya que sólo perdieron ante el Manchester City y Tottenham Hotspur. Durante el tramo final de temporada, destaca Joe Willock con una racha de siete partidos seguidos marcando al menos un gol. El Newcastle terminó en 12.ª posición de forma definitiva.
Con los rumores de venta del Newcastle al PIF, fue la primera vez que el club no realizó ni un solo fichaje, la estructura seguía siendo la misma que la de la temporada pasada, el nuevo descontento de la afición obligó a que desde arriba hicieran un esfuerzo económico, finalmente ejecutaron la opción de compra de Joe Willock en los últimos días de mercado. 
Por primera vez en la historia en Premier League, el Newcastle no había ganado en los 5 primeros partidos, el pésimo rendimiento del equipo de Steve Bruce provocó derrotas abultadas ante el West Ham United y Manchester United. 
Ante los Wolves, sería el último partido de la era Mike Ashley, el día 6 de octubre por la noche, hubo muchísimos rumores de que el Fondo de Inversión Saudí ya habría comprado el Newcastle, gracias a los problemas de piratería resueltos, la Premier League dio luz verde a la operación, pero decidieron no hacerlo oficial hasta el día siguiente.

## Fondo de Inversión Pública de Arabia Saudí (2021- Actualidad)
El jueves 7 de octubre de 2021 se hace oficial, por parte de la Premier League, la compra del club de parte del Fondo Soberano de Inversión de Arabia Saudí por el 80 % de sus acciones, por un valor de 300 millones de euros, con el objetivo de llevarlo a la cima del fútbol en Inglaterra y Europa. Este movimiento convierte a las urracas en el equipo más rico del mundo, o al menos con el dueño más rico del mundo, puesto que el príncipe heredero del país árabe, Mohammed bin Salman, cuenta con una fortuna estimada de 320 mil millones de euros, muy por encima de equipos como el Paris Saint Germain o el Manchester City, los otros equipos europeos con dueños árabes multimillonarios. Sin embargo, debido a la incomoda situación que tuvo el equipo en la tabla de posiciones en el momento de su compra (puesto 19 de la Premier, en zona de descenso directo a EFL Championship), la prioridad era la permanencia. Junto con el P.I.F. como socio principal, otras dos empresas como PCP Capital Partners y RB Sport Media terminaron de adquirir el 20 % restante de las acciones de Mike Ashley.
La primera decisión tomada por esta nueva propiedad dirigida por Amanda Staveley y Jamie Reuben, fue la de encontrar un nuevo entrenador que llevara el mando del nuevo proyecto, aunque llevó su tiempo debido a la negativa de muchos de ellos. El 17 de Octubre y contra el Tottenham Hotspur en St James' Park fue el primer partido de los magpies con los nuevos propietarios, y aunque el resultado fue una derrota de 2-3, el ambientazo que se vivió antes y durante el partido, fue bastante enorme.
El Mal comienzo de temporada con tan sólo 3 puntos en 8 partidos, hicieron que Steve Bruce fuera cesado de su cargo, algo que contentó a una afición que se encontraba bastante furiosa tras sus dos primeros años. El interino Graeme Jones se haría cargo del equipo mientras la directiva continuaba en la búsqueda de un nuevo gerente, pero los resultados seguían siendo bastante pobres, ya que en sus tres partidos dirigidos, sólo consiguió un total de 2 puntos ante Brighton y Crystal Palace.
Finalmente, el 8 de noviembre se hizo oficial la contratación de Eddie Howe como nuevo entrenador geordie hasta final de temporada y con opción a dos más en caso de conseguir la permanencia, Howe sería la alternativa a un Unai Emery quien iba a ser el elegido pero que finalmente rechazó la oferta y quedándose en el Villarreal.
Pese a que no pudo estar en su debut en el banquillo ante el Brentford por el Covid-19, finalmente fue en el Emirates Stadium contra el Arsenal cuando realizó su primera aparición.
El 4 de diciembre, el Newcastle ganaría su primer partido de la temporada ante el Burnley por 1-0 en St James' Park, 14 jornadas después del comienzo de liga, con ello cerraría su peor comienzo de temporada en la Premier League.
Llegando el mercado invernal, los magpies se encontraban sin un director deportivo que hiciera frente a las operaciones, Nick Hammond se ocupó de ese puesto durante todo el periodo. A pesar de todo el mercado fue notable, las contrataciones de Kieran Trippier, Bruno Guimarães, Chris Wood, Matt Targett y Dan Burn dieron un fuerte impulso al equipo para salir definitivamente de los puestos de descenso. El Newcastle se convirtió en el equipo que más invirtió durante el mercado de fichajes con más de 100 millones de euros.
La segunda vuelta fue muy buena, lograron un total de 12 victorias y 2 empates en 19 partidos y consiguiendo de forma ansiada la salvación, algo que parecía imposible en el mes de enero. Además fueron el tercer equipo de la Premier League con más puntos obtenidos durante el 2022 con un total de 38 puntos, sólo superado por el Liverpool y Manchester City. Así mismo, el Newcastle se convirtió en el primer equipo de la historia de la competición que consigue la salvación sin haber ganado sus primeros 14 partidos. 
Durante la ese periodo, destaca una increíble victoria por 2-0 ante el Arsenal en el último partido en St James' Park.

### Primera Temporada Completa
La temporada 2022-23 sería la primera al completo de los nuevos propietarios, después de haber adquirido el club en octubre de 2021. Antes del comienzo del mercado estival, el club confirmó la contratación de Dan Ashworth como nuevo director deportivo y la renovación de Eddie Howe hasta 2024. El Fairplay Financiero, les privaron de hacer grandes contrataciones por lo que siguieron un modelo sostenible. Llegaron jugadores como Sven Botman procedente del Lille O.S.C. y Nick Pope del Burnley, además de hacer efectiva la opción de compra sobre Matt Targett del Aston Villa.
El comienzo en Premier League, fue bastante sólido con una victoria ante el histórico y ascendido Nottingham Forest y un merecido empate ante el Manchester City. En los últimos días de mercado llegó Alexander Isak procedente de la Real Sociedad por 70 000 000 € convirtiéndose en el fichaje más caro hasta la fecha.